# Michoacán
För andra betydelser, se Michoacán (olika betydelser).
Michoacán de Ocampo (eller bara Michoacán) är en av Mexikos delstater och är belägen i den västra delen av landet. Folkmängden uppgick 2015 till 4 584 471 invånare. Administrativ huvudort är Morelia. Andra stora städer är Apatzingán de la Constitución, Uruapan och Zamora de Hidalgo. Delstaten är indelad i 113 kommuner. Guvernör är sedan 1 oktober 2015 Silvano Aureoles Conejo (PRD)